# Pinus stylesii
Pinus stylesii là một loài thực vật hạt trần trong họ Thông. Loài này được Frankis ex Businský mô tả khoa học đầu tiên năm 2008.